# Новоободівська сільська рада
| Новоободівська сільська рада — колишній орган місцевого самоврядування у Тростянецькому районі Вінницької області з адміністративним центром у с. Нова Ободівка. Сільській раді підпорядковані населені пункти: - с. Нова Ободівка - с. Мала Стратіївка |

## Склад ради
Рада складається з 25 депутатів та голови.

## Керівний склад сільської ради
| ПІБ                           | Основні відомості                                                    | Дата обрання | Дата звільнення |
| ----------------------------- | -------------------------------------------------------------------- | ------------ | --------------- |
| Балухатий Олександр Борисович | Сільський голова, 1974 року народження, освіта, член народної партії | 26.03.2006   | 31.10.2010      |
| Балухатий Олександр Борисович | Сільський голова, 1974 року народження, освіта вища, безпартійний    | 31.10.2010   |                 |

Примітка: таблиця складена за даними джерела